# Lijst van voetbalinterlands Australië - Iran (vrouwen)
Deze lijst van voetbalinterlands is een overzicht van alle officiële voetbalinterlands tussen de nationale vrouwenteams van Australië en Iran. De landen hebben tot nu toe één keer tegen elkaar gespeeld.

## Wedstrijden
| № | Plaats | Datum           | Competitie                          | Wedstrijd        | Uitslag |
| - | ------ | --------------- | ----------------------------------- | ---------------- | ------- |
| 1 | Perth  | 26 oktober 2023 | Olympische Spelen 2024 kwalificatie | Australië − Iran | 2 − 0   |

## Samenvatting
| Competitie                     | Totaal gespeeld | Winst Australië | Gelijk | Winst Iran | Doelsaldo Australië – Iran |
| ------------------------------ | --------------- | --------------- | ------ | ---------- | -------------------------- |
| Olympische Spelen kwalificatie | 1               | 1               | 0      | 0          | 2 − 0                      |
| Totaal                         | 1               | 1               | 0      | 0          | 2 − 0                      |